# Luguelín Santos
Luguelín Miguel Santos Aquino (ur. 12 listopada 1993 w Bayaguanie) – dominikański lekkoatleta specjalizujący się w biegu na 400 metrów.
Bez powodzenia startował w 2009 w mistrzostwach panamerykańskich juniorów w Port-of-Spain. W 2010 dwukrotnie stawał na podium mistrzostw Ameryki Środkowej i Karaibów juniorów, był szósty na mistrzostwach świata juniorów oraz zdobył dwa złote medale igrzysk olimpijskich młodzieży – indywidualnie był najlepszy w biegu na 400 metrów, a wraz z partnerami z reprezentacji obu Ameryk zwyciężył w sztafecie szwedzkiej. Nie ukończył biegu finałowego na mistrzostwach Ameryki Środkowej i Karaibów (2011). Dwukrotny srebrny (w biegu na 400 metrów i sztafecie 4 × 400 metrów) medalista igrzysk panamerykańskich w 2011. W 2012 zdobył tytuł mistrza świata juniorów w Barcelonie oraz srebrny medal igrzysk olimpijskich w Londynie. W 2013 zdobył brąz mistrzostw Ameryki Środkowej i Karaibów w sztafecie 4 × 400 metrów, a indywidualnie zajął 4. miejsce na dystansie 200 metrów. Brązowy medalista mistrzostw świata w Moskwie (2013). W 2015 zdobył dwa złote medale uniwersjady, triumfował podczas igrzysk panamerykańskich oraz zajął 4. miejsce w biegu na 400 metrów podczas światowego czempionatu w Pekinie.
Rekord życiowy: 44,11 (26 sierpnia 2015, Pekin) – rezultat ten jest aktualnym rekordem Dominikany w kategorii seniorów. Santos jest także rekordzistą kraju w biegu na 400 metrów w hali (45,80 w 2017) oraz byłym rekordzistą w biegu na 200 metrów (20,55 w 2013). W 2015 Santos biegł na ostatniej zmiany dominikańskiej sztafety 4 × 400 metrów, która ustanowiła rekord kraju – 3:00,15.

## Osiągnięcia
| Rok  | Impreza                                           | Miejsce        | Konkurencja                 | Lokata     | Wynik           |
| ---- | ------------------------------------------------- | -------------- | --------------------------- | ---------- | --------------- |
| 2009 | Mistrzostwa panamerykańskie juniorów              | Port-of-Spain  | bieg na 400 m               | eliminacje | 47,88           |
| 2009 | Mistrzostwa panamerykańskie juniorów              | Port-of-Spain  | sztafeta 4 × 400 m          | 6. miejsce | 3:13,18         |
| 2010 | Mistrzostwa Ameryki Środkowej i Karaibów juniorów | Santo Domingo  | bieg na 400 m               | 2. miejsce | 46,94           |
| 2010 | Mistrzostwa Ameryki Środkowej i Karaibów juniorów | Santo Domingo  | sztafeta 4 × 400 m          | 3. miejsce | 3:10,55         |
| 2010 | Mistrzostwa świata juniorów                       | Moncton        | bieg na 400 m               | 6. miejsce | 46,90           |
| 2010 | Igrzyska olimpijskie młodzieży                    | Singapur       | bieg na 400 m               | 1. miejsce | 47,11           |
| 2010 | Igrzyska olimpijskie młodzieży                    | Singapur       | sztafeta szwedzka           | 1. miejsce | 1:51,38         |
| 2011 | Mistrzostwa Ameryki Środkowej i Karaibów          | Mayagüez       | bieg na 400 m               | eliminacje | 47,07           |
| 2011 | Igrzyska panamerykańskie                          | Guadalajara    | bieg na 400 m               | 2. miejsce | 44,71           |
| 2011 | Igrzyska panamerykańskie                          | Guadalajara    | sztafeta 4 × 400 m          | 2. miejsce | 3:00,44         |
| 2012 | Mistrzostwa ibero-amerykańskie                    | Barquisimeto   | sztafeta 4 × 400 m          | 3. miejsce | 3:03,02.        |
| 2012 | Mistrzostwa świata juniorów                       | Barcelona      | bieg na 400 m               | 1. miejsce | 44,85           |
| 2012 | Igrzyska olimpijskie                              | Londyn         | bieg na 400 m               | 2. miejsce | 44,46           |
| 2013 | Mistrzostwa Ameryki Środkowej i Karaibów          | Morelia        | bieg na 200 m               | 4. miejsce | 20,55           |
| 2013 | Mistrzostwa Ameryki Środkowej i Karaibów          | Morelia        | sztafeta 4 × 400 m          | 3. miejsce | 3:02,82         |
| 2013 | Mistrzostwa świata                                | Moskwa         | bieg na 200 m               | eliminacje | 21,13           |
| 2013 | Mistrzostwa świata                                | Moskwa         | bieg na 400 m               | 3. miejsce | 44,52           |
| 2013 | Mistrzostwa świata                                | Moskwa         | sztafeta 4 × 400 m          | eliminacje | 3:03,61         |
| 2014 | Halowe mistrzostwa świata                         | Sopot          | bieg na 400 m               | półfinał   | 46,37           |
| 2014 | Mistrzostwa ibero-amerykańskie                    | São Paulo      | bieg na 200 m               | 5. miejsce | 20,97           |
| 2014 | Mistrzostwa ibero-amerykańskie                    | São Paulo      | sztafeta 4 × 400 m          | 1. miejsce | 3:02,73         |
| 2014 | Puchar interkontynentalny                         | Marrakesz      | bieg na 400 m               | 5. miejsce | 45,34           |
| 2015 | Uniwersjada                                       | Gwangju        | bieg na 400 m               | 1. miejsce | 44,91           |
| 2015 | Uniwersjada                                       | Gwangju        | sztafeta 4 × 400 m          | 1. miejsce | 3:05,05         |
| 2015 | Igrzyska panamerykańskie                          | Toronto        | bieg na 400 m               | 1. miejsce | 44,56           |
| 2015 | Mistrzostwa NACAC                                 | San José       | sztafeta 4 × 400 m          | 4. miejsce | 3:01,73         |
| 2015 | Mistrzostwa świata                                | Pekin          | bieg na 400 m               | 4. miejsce | 44,11           |
| 2015 | Mistrzostwa świata                                | Pekin          | sztafeta 4 × 400 m          | eliminacje | 3:00,15         |
| 2016 | Mistrzostwa ibero-amerykańskie                    | Rio de Janeiro | bieg na 400 m               | 2. miejsce | 45,58           |
| 2016 | Igrzyska olimpijskie                              | Rio de Janeiro | bieg na 400 m               | półfinał   | 44,71           |
| 2016 | Igrzyska olimpijskie                              | Rio de Janeiro | sztafeta 4 × 400 m          | eliminacje | 3:01,76         |
| 2017 | Uniwersjada                                       | Tajpej         | bieg na 400 m               | 1. miejsce | 45,24           |
| 2017 | Uniwersjada                                       | Tajpej         | sztafeta 4 × 400 m          | 1. miejsce | 3:04,34         |
| 2017 | Mistrzostwa świata                                | Londyn         | bieg na 400 m               | eliminacje | 45,73           |
| 2018 | Halowe mistrzostwa świata                         | Birmingham     | bieg na 400 m               | –          | DQ              |
| 2018 | Puchar interkontynentalny                         | Ostrawa        | bieg na 400 m               | 6. miejsce | 45,81           |
| 2018 | Puchar interkontynentalny                         | Ostrawa        | sztafeta mieszana 4 × 400 m | 1. miejsce | 3:13,01         |
| 2021 | Igrzyska olimpijskie                              | Tokio          | sztafeta mieszana 4 × 400 m | 2. miejsce | 3:10,21 (elim.) |